# Just Kids (film)
Pour les articles homonymes, voir Just Kids.
Pour plus de détails, voir Fiche technique et Distribution.
Just Kids est un film français réalisé par Christophe Blanc, sorti en 2019.

## Synopsis
Une fratrie de trois enfants, Jack 19 ans, Lisa 17 ans et Mathis, 10 ans, se  retrouve orpheline à la mort de leur mère et au suicide de leur père. Lisa cherche son autonomie et Jack, majeur depuis peu obtient la garde légale de son jeune frère. Leur nouvelle vie va s'organiser suivant leurs différentes façons de surmonter le deuil brutal et la liberté qu'ils découvrent.

## Fiche technique
- Titre : Just Kids
- Réalisation : Christophe Blanc
- Scénario : Christophe Blanc et Béryl Peillard, avec la collaboration de Pierre Erwan Guillaume
- Photographie : Noé Bach
- Décors : Aurette Leroy
- Costumes : Catherine Rigault
- Son : Antoine Mercier
- Montage : Muriel Breton
- Sociétés de production : Blue Monday Productions, P.S. Productions ; SOFICA : Cinécap 2, Cinémage 13, Indéfilms 7
- Société de distribution : Rezo Films (France)
- Pays de production :  France,  Suisse
- Durée : 103 minutes
- Dates de sortie :
  - France : 16 novembre 2019 (Festival du film de Sarlat)[1] ; 5 août 2020 (sortie nationale)

## Distribution
- Kacey Mottet-Klein : Jack
- Andrea Maggiulli : Titi
- Anamaria Vartolomei : Lisa
- Angelina Woreth : Maureen
- Yves Caumon : L'oncle
- Ahmed Abdel-Laoui : Quentin